# Chaetopsis quadrifasciata
Chaetopsis quadrifasciata är en tvåvingeart som beskrevs av Charles Howard Curran 1928. Chaetopsis quadrifasciata ingår i släktet Chaetopsis och familjen fläckflugor. Inga underarter finns listade i Catalogue of Life.